# Соррилья-и-Мораль, Хосе

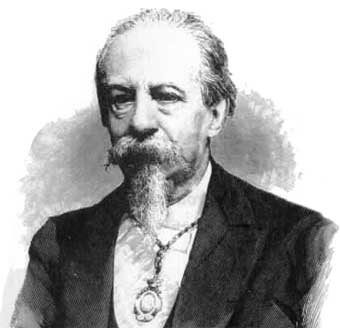
Хосе Соррилья-и-Мораль

Хосе́ Сорри́лья-и-Мора́ль (исп. José Zorrilla y Moral; 21 февраля 1817, Вальядолид — 23 января 1893, Мадрид) — испанский поэт и драматург, «испанский Виктор Гюго».

## Биография
Отец Соррильи занимал высокую судебную должность в Вальядолиде и отправил сына в Толедо слушать право; но молодой студент больше бродил по живописным окрестностям города и сочинял стихи. Не окончив курса, Соррилья бежал в Мадрид, где, скрываясь от семьи, провёл целый год полный страданий и лишений. 15 февраля 1837 года происходили похороны сатирика Ларры, закончившего жизнь самоубийством. У его могилы никому неизвестный 20-летний Соррилья прочёл превосходное стихотворение, которым наэлектризовал всех присутствующих.
Его сборник легенд и многочисленные драматические произведения окончательно упрочили его славу. Беспокойный и жаждавший приключений, Соррилья уехал сначала в Париж, потом в Мексику, где жил при дворе императора Максимилиана, который назначил его своим чтецом. В 1860—1866 годах Соррилья — директор Национального театра в Мехико. После казни императора Соррилья вернулся в Испанию.
В 1889 его торжественно увенчали в Альгамбре лавровым венком, при участии многочисленных представителей от городов, университетов, школ, литературных обществ и других ассоциаций. Хоронили его за государственный счёт.
Соррилья написал очень много. Все его произведения носят яркий национальный отпечаток. В самом начале занятий поэзией Соррилья объявил, что родившись испанцем и будучи христианином он намерен воспевать славу Испании и христианства. Он остался верен этому решению в течение всей своей жизни. Соррилья — певец верований, учреждений и чувств старой Испании, его крупный талант ушёл на воскрешение мотивов старого испанского романсеро.
Из поэм Соррильи ценится особенно высоко его «Legendario del Cid», апофеоз трёх основных элементов испанского характера: религиозности, патриотизма и чувства равенства. Остальные сборники его стихотворений: «Cantos del Trovador» (1840—1841); «Poesías» (1840—1848); «Flores Perdidas», «Granada» (1853); «Album de un Loco» (1867); «Composiciones varias» (1877); «Recuerdos del tempo viejo» (1880—1883).
Среди драм Соррильи (он написал их более двадцати) первое место занимает «Дон Хуан Тенорио», которая всегда ставилась в день Всех Святых, ежегодно отмечающийся 1-го ноября; смотреть её стекались со всех концов Испании громадные толпы.
Из других драматических произведений Соррилья особенно популярны «El zapatero у el rey», «Sancho García», «A buen juez mejor testigo», «Traído inconfeso y mártir». Большая часть его пьес — сценическое переложение легенд.

## Память
Его именем назван футбольный стадион в его родном городе Вальядолиде, являющийся домашней ареной одноимённого футбольного клуба. 

## Сочинения
- Obras completas, v. 1-2, Valladolid, 1943.

## Переводы на русский язык
- Стихотворения